# Notoxus impexus
Notoxus impexus là một loài bọ cánh cứng trong họ Anthicidae. Loài này được von Kies miêu tả khoa học năm 1870.